# Episodi di Vita da strega (quinta stagione)
Questa voce contiene trame, dettagli e crediti dei registi e degli sceneggiatori della quinta stagione della serie televisiva Vita da strega.
Negli Stati Uniti, la serie andò in onda sulla ABC dal 26 settembre 1968 al 24 aprile 1969.
In italiano la stagione fu trasmessa da Telemontecarlo tra il 25 aprile e il 24 maggio 1979.
| nº | Titolo originale                                    | Titolo italiano                    | Prima TV USA      | Prima TV Italia |
| -- | --------------------------------------------------- | ---------------------------------- | ----------------- | --------------- |
| 1  | Samantha's Wedding Present                          | Regalo di nozze                    | 26 settembre 1968 | 25 aprile 1979  |
| 2  | Samantha Goes South For A Spell                     | Samanta rischia la bigamia         | 3 ottobre 1968    | 26 aprile 1979  |
| 3  | Samantha On The Keyboard                            | Samantha al pianoforte             | 10 ottobre 1968   | 27 aprile 1979  |
| 4  | Darrin, Gone and Forgotten                          | Un marito per Samanta              | 17 ottobre 1968   | 28 aprile 1979  |
| 5  | It's So Nice To Have A Spouse Around The House      | La seconda luna di miele           | 24 ottobre 1968   | 29 aprile 1979  |
| 6  | Mirror, Mirror On The Wall                          | Quel vanitoso di Darrin            | 7 novembre 1968   | 30 aprile 1979  |
| 7  | Samantha's French Pastry                            | La visita di Napoleone             | 14 novembre 1968  | 1º maggio 1979  |
| 8  | Is It Magic Or Imagination?                         | Un lavoro per Samantha             | 21 novembre 1968  | 2 maggio 1979   |
| 9  | Samantha Fights City Hall                           | Una statua parlante                | 28 novembre 1968  | 3 maggio 1979   |
| 10 | Samantha Loses Her Voice                            | Samantha cambia voce               | 5 dicembre 1968   | 4 maggio 1979   |
| 11 | I Don't Want To Be A Toad, I Want To Be A Butterfly | Tabatha va all'asilo               | 12 dicembre 1968  | 5 maggio 1979   |
| 12 | Weep No More My Willow                              | Un salice che non piange           | 19 dicembre 1968  | 6 maggio 1979   |
| 13 | Instant Courtesy                                    | Darrin diventa cortese             | 26 dicembre 1968  | 7 maggio 1979   |
| 14 | Samantha's Super Maid                               | La superdomestica di Samantha      | 2 gennaio 1969    | 8 maggio 1979   |
| 15 | Cousin Serena Strikes Again (I part)                | La rivale di Samantha (1ª parte)   | 9 gennaio 1969    | 9 maggio 1979   |
| 16 | Cousin Serena Strikes Again (II part)               | La rivale di Samantha (2ª parte)   | 16 gennaio 1969   | 10 maggio 1979  |
| 17 | One Touch Midas                                     | Un colpo di fortuna                | 23 gennaio 1969   | 11 maggio 1979  |
| 18 | Samantha The Bard                                   | La poetessa Samantha               | 30 gennaio 1969   | 12 maggio 1979  |
| 19 | Samantha The Sculptress                             | Samantha fa la scultrice           | 6 febbraio 1969   | 13 maggio 1979  |
| 20 | Mrs. Stephens, Where Are You?                       | Dov'è la signora Stephens?         | 13 febbraio 1969  | 14 maggio 1979  |
| 21 | Marriage, Witches' Style                            | Voglio sposare un uomo             | 20 febbraio 1969  | 15 maggio 1979  |
| 22 | Going Ape                                           | La scimmia                         | 27 febbraio 1969  | 16 maggio 1979  |
| 23 | Tabitha's Weekend                                   | Weekend con la nonna               | 6 marzo 1969      | 17 maggio 1979  |
| 24 | The Battle Of Burning Oak                           | Un americano purosangue            | 13 marzo 1969     | 18 maggio 1979  |
| 25 | Samantha's Power Failure                            | Processo alla strega               | 20 marzo 1969     | 19 maggio 1979  |
| 26 | Samantha Twitches For UNICEF                        | Samantha e la voce delle coscienza | 27 marzo 1969     | 20 maggio 1979  |
| 27 | Daddy Does His Thing                                | Scacco al mulo                     | 3 aprile 1969     | 21 maggio 1979  |
| 28 | Samantha's Good News                                | Una segretaria per il nonno        | 10 aprile 1969    | 22 maggio 1979  |
| 29 | Samantha's Shopping Spree                           | Spese folli                        | 17 aprile 1969    | 23 maggio 1979  |
| 30 | Samantha And Darrin In Mexico City                  | Un contratto messicano             | 24 aprile 1969    | 24 maggio 1979  |